# كليفورد إيفانز
كليفورد إيفانز (بالإنجليزية: Clifford Evans)‏ (و. 1912 – 1985 م) هو ممثل مسرحي، وممثل أفلام، وممثل تلفزي من المملكة المتحدة لبريطانيا العظمى وأيرلندا، والمملكة المتحدة، وويلز، توفي عن عمر يناهز 73 عاماً.

## التعليم
تعلم في الأكاديمية الملكية للفنون المسرحية، في تخصص تمثيل (حتى 1932)
.

## وصلات خارجية
- كليفورد إيفانز على موقع IMDb (الإنجليزية)
- كليفورد إيفانز على موقع قاعدة بيانات برودواي على الإنترنت (الإنجليزية)
- كليفورد إيفانز على موقع قاعدة بيانات الفيلم (الإنجليزية)

- كليفورد إيفانز في قاعدة بيانات الأفلام على الإنترنت